# Циклично съединение
Цикличните съединения са органични съединения, свързани в затворена верига (пръстен). Според състава на веригообразуващите атоми разграничаваме: карбоверижни (карбоциклични) и хетероверижни (хетероциклични) молекули. Карбоцикличните съединения образуват веригата си само с въглеродни атоми, а в изграждането на пръстена на хетероцикличните влизат и други атоми елементи като кислород, азот, сяра, арсен и други.
Според вида на връзките между атомите, образуващи веригата, молекулите могат да са:
- циклоалкани с общ строеж – СnH2n; n≥3
- ароматни (арени) с общ строеж – CnH2n-6; n≥6

- Циклохептан, неароматно съединение
- Бензен, циклично съединение
- Нафтален, полициклично съединение
- Порфирин, макроциклично съединение
- Пентазол, неорганично циклично съединение

Най-нестабилни (с най-висока енергия) са молекулите на 3-циклените (n=3) съединения. Най-стабилни се оказват 6-циклените молекули.